# Pobles indígenes de Guyana
Els pobles indígenes de Guyana, o natius de Guyana, són guyanesos que tenen ascendència indígena. Comprèn aproximadament el 9,16% de la població de Guyana. Als amerindis se'ls atribueix la invenció de la canoa, i també els menjars de manioca i pebre guyanès, el plat nacional de Guyana. Les llengües ameríndies també s’han incorporat al lèxic del crioll guyanès.
Els costums i les llengües varien segons les nacions dels amerindis. Cada grup té un llenguatge diferent, tot i que hi ha una comprensió entre els parlants de pemon, kapóng i macuxi. Segons una enquesta duta a terme pel Banc Interamericà de Desenvolupament, només el 20% de les llars parlaven amb fluència el seu propi idioma i una major fluïdesa estava relacionada amb la distància més llarga de la capital. Els caribs han estat històricament vistos com un poble guerrer, i mentre hi ha rivalitat entre tribus, gran part del que queda avui es va instigar durant la colonització europea.
La manca de sistema d'escriptura en el moment del contacte europeu ha contribuït a una àmplia gamma d'ortografies de noms de grups; un exemple va ser el waraos, que tenia prop de 30 variants diferents segons els primers documents.

## Història postcolombina
Primera interacció amb els comerciants o milicians holandesoscom la caça d'esclaus escapats que va continuar fins als anys 1800 per als britànics. Els governs colonials europeus van considerar que eren protectors de les terres, o de les seves fronteres, de les reclamacions d’Espanya i França. Els mateixos amerindis també es consideraven que necessitaven protecció, cosa que conduïa a polítiques de missioner. Les primeres concessions de terres i els drets concedits per apaivagar els amerindis amb la finalitat que els interessos europeus sobrevisquessin a les Guaianes es van erosionar amb la fi de l'esclavitud i el creixent punt de vista que els amerindis es beneficiaven de la força civilitzadora de la cultura europea. Es van fundar missions i escoles de diverses societats cristianes, i continuen tenint un paper important a moltes comunitats contemporànies.
El 1899, el tribunal de l'Haia per designar la frontera entre la Guaiana britànica i Veneçuela va utilitzar proves que en acceptar la sobirania britànica, les terres tradicionals d'aquestes tribus formaven part de la Guaiana britànica.
La Conferència Constitucional de 1965 va reconèixer els drets dels amerindis. A diferència de l'enfocament missioner paternalista, la integració i l'assimilació van ser més importants al segle xx. El 1976 es va obrir una residència indígena a Georgetown per proporcionar allotjament a la gent de l'interior que visita Georgetown amb finalitats educatives i mèdiques. o altres finalitats.
El títol és un tema clau actual per a les comunitats indígenes, amb la invasió de terres tradicionals terrenys regionals per a mineria, explotació forestal o altres usos comercials. Els casos judicials han presentat problemes amb l'activitat econòmica realitzada en terres adjacents que afecten les comunitats amerindies, com la contaminació del subministrament d'aigua.
Els amerindis van fundar l'església Alleluia, que combina les creences cristianes amb les tradicions amerindies.

## Grups actuals
- Akawaio (també coneguts com Acahuayo, Acewaio, Akawai, o Ingariko), marges del riu Mazaruni i Veneçuela[13]
- Caribs insulars, conegut com el seu homòleg continental Kali'na (També conegut com Cariña, Galibi, Kalihna, Kalinya, Kariña, Kari’nja)[13]
- Patamona (també coneguts com Ingarikó), centre occidental, Brasil, i Veneçuela[13]
- Lokono (Arawak), Guyana, Trinidad, Veneçuela[13]
- Macuxís, Brasil i Guyana
- Pemons (Arecuna), sabana de terra alta, Brasil, Guyana i Veneçuela[13]
- Waiwais, Amazones, Brasil i Guyana[13]
- Wapixana (també coneguts com Uapixana, Vapidiana, Wapichan, Wapichana, Wapisana, Wapishshiana, Wapisiana, Wapitxana, Wapixana) Brasil i Guyana
- Waraos (també coneguts com a Guarao, Guarauno, Warau, Warrau), Guyana i Veneçuela[13][14]

## Nacions properes que poden tenir presència a Guyana
- Atorada, sud-oest i Brasil[13]
- Auaké, Brasil i Guyana
- Jaoi (Yao), Guyana, Trinidad i Venezuela
- Mapidians (també conegut com a Mawayana), sud-oest.[13]
- Nepuyo (Nepoye), Guyana, Trinidad i Veneçuela
- Tiriyós[15]

## Persones destacades
- Sydney Allicock antic vicepresident de Guyana
- Stephen Campbell polític arawak
- Valerie Hart
- Jean La Rose ecologista arawak i activista pels drets indígenes
- George Simon (n. 1947), artista i arqueòleg